# Untamo Utrio

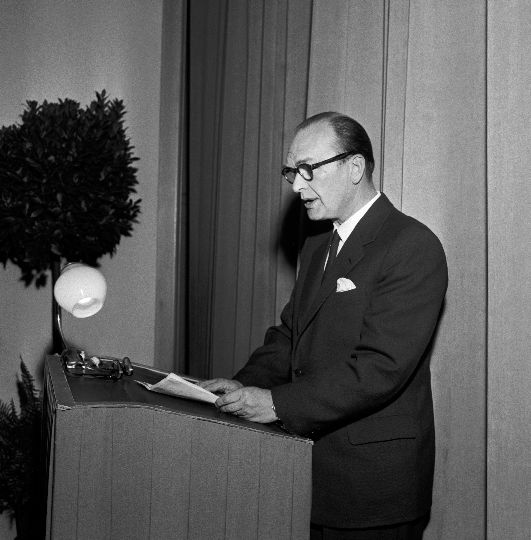
Untamo Utrio (1956).

Urho Untamo Utrio (till 1927 Ulvén), född 22 april 1905 i Tyrvis, död 9 april 1980 i Esbo, var en finländsk journalist och bokförläggare. Han var far till Kaari Utrio. 
Utrio var 1924–1928 redaktör vid Suomen Sosiaalidemokraatti och 1928–1940 redaktionssekreterare vid Kuluttajain Lehti. Han utsågs 1943 till verkställande direktör för det nybildade Tammi, som han under loppet av ett kvartssekel byggde upp till ett medelstort förlag med en etablerad ställning på den finska bokmarknaden. Efter sin avgång 1968 sammanställde han ett slags testamente i bokform, Kauppatavarana sivistys (1968).